# Opel 18/40 PS
Der Opel 18/40 PS war ein PKW der Oberklasse, den die Adam Opel KG von 1912 bis 1914 als Nachfolger des Modells 21/45 PS baute.

## Geschichte und Technik
Der 18/40 PS ersetzte neben dem größeren 21/45 PS auch noch das kleinere und billigere Modell 16/35 PS.
Wie sein Vorgänger hatte der 18/40 PS einen seitengesteuerten Vierzylinder-Blockmotor, jedoch mit nur noch 4676 cm³ Hubraum (Bohrung × Hub = 105 mm × 135 mm). Die Leistung aber war mit 45 PS (33 kW) bei 1500/min. gleich geblieben. Der Motor war wassergekühlt; für den Kühlwasserumlauf sorgte eine Zentrifugalpumpe. Die Motorleistung wurde über eine Lederkonuskupplung, ein manuell zu schaltendes Vierganggetriebe und eine Kardanwelle an die Hinterachse weitergeleitet. Auch die Höchstgeschwindigkeit von 80 km/h blieb unverändert.
Am Stahlblech-U-Profilrahmen waren die beiden Starrachsen an dreiviertelelliptischen (Vorgänger: halbelliptischen) Längsblattfedern aufgehängt. Die Betriebsbremse war eine Innenbackenbremse, die auf die Kardanwelle (Vorgänger: Ausgangswelle des Getriebes) wirkte. Die Handbremse war  als Trommelbremse an den Hinterrädern ausgeführt.
Der Wagen war als viersitziger Doppelphaeton, ebensolcher Torpedo, als viertürige Pullman-Limousine oder als ebensolches Landaulet erhältlich. Das Coupé wurde nicht mehr aufgelegt. Die billigste Variante (Doppelphaeton) kostete 12.750 RM.
Die Fertigung des 18/40 PS wurde Anfang 1914 eingestellt. Nachfolger war der etwas größere 20/45 PS.